# Kolonialna arhitektura v Latinski Ameriki
Kolonialna arhitektura v Latinski Ameriki se nanaša na obdobje po Kolumbovem odkritju nove celine leta 1492 pa vse do osamosvojitve kolonialnih držav v 19. stoletju. Evropski in španski arhitekturni modeli so se prenašali v Novi svet, odprle so se delavnice v katerih so se učili tako kolonizatorji kot lokalno prebivalstvo. To isto lokalno prebivalstvo je uvedlo slogovne spremembe z uvajanjem novih tehnik gradnje, novih materialov, kot so različna lepila, barve in kamen. Evropski modeli in tehnike so se obdržali kot norma katoliške cerkve, katere primarni cilj bila evangelizacija ameriških Indijancev. Katoliška cerkev je bila v tem obdobju glavni pokrovitelj razvoja arhitekture in umetnosti. Iz tega razloga v arhitekturi dominira cerkveno graditeljstvo. Objekti posvetne arhitekture so v manjšini, vendar so se do današnjega dne ohranile reprezentativne stavbe posvetne kolonialne arhitekture. Mešanica evropske in indijanske kulture je omogočila bogat sinkretizem različnih slogov in obdobij.

## Cerkvena arhitektura
Na začetku kolonialnega obdobja so bile cerkve in samostani, ki so jih zgradili redovniki, podobni trdnjavam. Njihova dekoracija se je ujemala s tendencam obdobja. Potrebno je naglasiti, da prvi misijonarji niso bili ne arhitekti ne inženirji, vendar so kljub temu s svojim amaterskim znanjem zgradili veličastna poslopja. Na stavbah so vidni vplivi španske srednjeveške in mavrske arhitekture, gotike in renesanse, ki se združujejo s posebnostmi vsakega posameznega reda.
Rojevanje nove hispanoameriške civilizacije je potekalo paralelno z razvojem evropskih kulturno-umetniških obdobij. Uporaba novih tehnik gradnje, novih materialov, mešanica gotskega, renesančnega in baročnega sloga z elementi indijanske kulture ter prilagoditev na etnične in geografske razmere so imeli za posledico edinstven arhitekturni slog. Iz teh razlogov so stavbe čistega sloga, kot je stolnica Svetega Dominika (Santo Domingo) in določene posvetne stavbe, kot je Palače Diega Kolumba (Diego Colón) v Dominikanski Republiki, zelo redki in osamljeni primeri.
Samostani cerkvenih redov, posebej frančiškanov in avguštincev, ki so bili zgrajeni pred letom 1570, imajo značilnosti gotskega sloga. Renesansa se uvaja v treh etapah: v prvi se meša s gotskim slogom, potem pa se pojavljajo še značilnosti pletersknega sloga. V zadnji fazi se zaznavajo geometrični ornamenti. Barok je v Latinski Ameriki predvsem dekorativne narave. V Mehiki in Peruju je ta zvrst kolonialnega baroka doživela svoj arhitektonski vrhunec. Za Mehiko je posebej značilna uporaba barvnih dekoracij, tako imenovani churrigueresco slog uveden iz Španije. Neoklasicizem prinaša povratek v antiko in mnogo antičnih elementov na stavbah. Korintski stebri s (timpanonom) ali zaobljenim dvodelnim zatrepom prispevajo k monumentalnosti tega sloga, ki ga najdemo v Gvatemali, Urugvaju ali Peruju.

### Arhitektura cerkvenih redov

#### Frančiškani
Za ta strogi red misijonarjev so značilni masivni leseni stropi ter atriji skromne velikosti z minimalno dekoracijo. V 16. stoletju so frančiškani izgradili več kot štirideset poslopij. Najbolj znani primer frančiškanske arhitekture na področju Latinske Amerike je samostan v Tapeaci, ki je podoben trdnjavi. Sledijo samostani v Talamanalcu, Huejotzingu, Calpánu in Atlixcu.

#### Dominikanci
Dominikanci v Latinsko Ameriko prinašajo stabilen in monumentalen bazilikalni tip stavb. Frančiškane in avguštince so skušali prekositi v gradnji kolosalnih samostanov v Tepotztlánu, Oaxaci in Yanhuitlánu. Pričeli so z uporabo longitudinalnega križnega tlorisa, ki je pri njihovih stavbah dominanten, kot je vidno primeru cerkve v Oaxatepecu s karakterističnim pahljačastim stropom in koničastimi loki.

#### Avguštinci
Svojo tendenco za lepim in dekorativnim avguštinci prenašajo na razkošne stenske črno-bele freske. Zgradili so obilno okrašena, kolosalna poslopja, na katerih je viden prehod iz gotskega v baročni slog. Od približno dvajset avguštinskih cerkva in samostanov, so najpomembnejši v Acolmánu, Actopanu, Cuitzeu y Yuririi.

#### Kapelice
Odprte kapelice se nahajajo z notranje strani atrija ali pa povezujejo s samostanom, na mestih, na katerih se odvijajo cerkveni obredi. Odprta kapelica je naziv za arhitektonsko rešitev misijonarjev v 16. stoletju na področju podkraljevine Nova Španija. Imele so funkcijo zunanjega prezbiterija. S tem se je nadaljevale indijanska tradicija izvajanja obredov na odprtem, spredi velikih templjev, s čimer se je v veliki meri olajšana evangelizacija prebivalstva.
Zaprte kapelice so skoraj na vsakem koraku. Imele so več namenov, vendar se najpogosteje omenja sledeča uporaba: kot postaje v procesijah, v njihovi notranjosti se je pogosto odvila kratka ceremonija in se bi potem nadaljevalo s procesijo.

### Metropolitanska stolnica Ciudad de Mexico
Stolnica glavnega mesta Mehike je ena od stavb, ki je najbolj vplivala na arhitekturo kolonialne Španije na ameriški celini. Projektiral jo je arhitekt Gómez de Trasmonte po naročilu nadškofa Alonsa de Montúfara, ki je želel zgraditi pandam znani stolnici v Sevilji. Gradnja se je začela 1563 in končala komaj 1813. Stoji ob Plaza de Asunción (Trg vnebovzetja) v zgodovinskem središču mesta. Danes je centralna stavba mehiške nadškofije. Stolnica je široka 58 metrov in dolga 128 metrov. Sestavljena je iz pet ladij in osemnajst lateralnih kapelic. Posvečena je Vnebovzetju Device Marije.

## Posvetna arhitektura
V posvetni arhitekturi največ se izpostavljajo meščanske palače, grajene skorajda brez variacij: notranje štirikotno dvorišče obkroženo z galerijo. Na stavbah iz 16. stoletja je viden srednjeveški vpliv, čeprav je že takrat precej prepleten z renesančnimi elementi. Fasade na ulicah so razkošne, kar odseva bogastvo njihovih lastnikov. Primeri takšnega tipa meščanskih palač so med ostalimi: hiša Mazariegas (San Cristóbal de las Casas, država Chiapas, Mehika), meščanska palača mesta Cuernavaca (zvezna država Morelos, Mehika) in palača Montejo (Mérida, polotok Jukatan).
Hiše navadnih ljudi so predvsem enostavne in funkcionalne. Njihova fasade niso zelo okrašene, kot je to vidno na primeru meščanskih hiš, pri katerih dominira mavrski slog okraševanja. Za njihovo gradnjo so uporabljali materiale kot je les, trstika, glina. Osnovne funkcije takšnega tipa stavb so zaščita pred soncem in dežjem.

### Palača Cortés (Mehika)
Palača Cortés je zgodovinski spomenik mesta Cuernavaca (Mehika). Zgrajena je bila po naročilu Hernána Kolumba, sina Krištofa Kolumba, v prvih letih po osvojitvi Mehike. Služila mu je kot rezidenca na povratku iz Ciudad de México. Danes je upravna stavba muzeja Cuernavaca. Gradnja se je začela 1526, kar pomeni, da je palača ena od najstarejših kolonialnih stavb v Mehiki. Zgrajena je bila na ruševinah obrednega mesta Tlalocayacalli, ki se je v predkolumbovskih časih uporabljalo kot oltar prinašanja žrtev starešin Tlahuica, kar je prispevalo k zadrževanju pomembnosti položaja palače. Palača je imela različne funkcije. Na začetku je bila rezidenca Hernána Kolumba in njegove žene Juane Zúñige. Od 1774 do 1821 je služila kot zapor. Leta 1855 je bila sedež začasne republike Juana N. Álvareza, ki je bil nasprotnik Santa Ane. Od 1864 do 1866 je bila je sedež avstrijskega nadvojvode Maksimilijana I. Že 1872., po restavraciji republike, je palača gostila vlado izvoljenega Moralesa.

### Palača Montejo v Méridi (Mehika)
Palačo so zgradili osvajalci polotoka Jukatan, člani družine Montejo. Služila jim je kot družinska rezidenca v zgodovinskem središču mesta Mérida. Poslopje je danes ohranjeno v izvirni obliki. Manjši popravki na stavbi so zanemarljivi. Danes palača deluje kot Hiša kulture in muzej Casa Montejo. Je edini izvirno ohranjeni primer renesančne posvetne palače v Mehiki.